# Diocesi di Floresta
La diocesi di Floresta (in latino: Dioecesis Florestensis) è una sede della Chiesa cattolica in Brasile suffraganea dell'arcidiocesi di Olinda e Recife. Nel 2021 contava 275.150 battezzati su 277.490 abitanti. È retta dal vescovo Gabriele Marchesi.

## Territorio
La diocesi comprende 11 comuni dello stato brasiliano di Pernambuco: Belém de São Francisco, Betânia, Carnaubeira da Penha, Custódia, Floresta, Ibimirim, Inajá, Itacuruba, Jatobá, Petrolândia e Tacaratu.
Sede vescovile è la città di Floresta, dove si trova la cattedrale del Buon Gesù degli Afflitti (Bom Jesus dos Aflitos).
Il territorio si estende su 15.792 km² ed è suddiviso in 12 parrocchie.

## Storia
La prima diocesi di Floresta fu eretta il 5 dicembre 1910, ricavandone il territorio dalla diocesi di Olinda (oggi arcidiocesi di Olinda e Recife), di cui era suffraganea. Il 2 agosto 1918 la sede vescovile fu traslata da Floresta a Pesqueira e la diocesi assunse il nome di diocesi di Pesqueira.
L'attuale diocesi è stata eretta il 15 febbraio 1964 con la bolla Qui secreto Dei consilio di papa Paolo VI, ricavandone il territorio dalle diocesi di Pesqueira e di Petrolina.
Il 16 giugno 2010 ha ceduto una porzione del suo territorio a vantaggio dell'erezione della diocesi di Salgueiro.

## Cronotassi dei vescovi
Si omettono i periodi di sede vacante non superiori ai 2 anni o non storicamente accertati.
- Francisco Xavier Nierhoff, M.S.F. † (4 agosto 1964 - 12 dicembre 1988 ritirato)
- Czesław Stanula, C.SS.R. † (17 giugno 1989 - 27 agosto 1997 nominato vescovo di Itabuna)
- Adriano Ciocca Vasino (3 marzo 1999 - 21 marzo 2012 nominato prelato di São Félix)
- Gabriele Marchesi, dal 21 febbraio 2013

## Statistiche
La diocesi nel 2021 su una popolazione di 277.490 persone contava 275.150 battezzati, corrispondenti al 99,2% del totale.
| anno | popolazione | popolazione | popolazione | presbiteri | presbiteri | presbiteri | presbiteri                | diaconi | religiosi | religiosi | parrocchie |
| anno | battezzati  | totale      | %           | numero     | secolari   | regolari   | battezzati per presbitero | diaconi | uomini    | donne     | parrocchie |
| ---- | ----------- | ----------- | ----------- | ---------- | ---------- | ---------- | ------------------------- | ------- | --------- | --------- | ---------- |
| 1966 | 198.000     | 200.000     | 99,0        | 9          |            | 9          | 22.000                    |         |           |           | 6          |
| 1967 | 199.850     | 200.000     | 99,9        | 10         | 2          | 8          | 19.985                    |         | 8         |           | 8          |
| 1976 | 187.109     | 187.609     | 99,7        | 9          |            | 9          | 20.789                    |         | 9         | 5         | 10         |
| 1980 | 206.000     | 207.000     | 99,5        | 9          |            | 9          | 22.888                    |         | 14        | 5         | 10         |
| 1990 | 255.000     | 257.000     | 99,2        | 8          |            | 8          | 31.875                    |         | 8         | 2         | 11         |
| 1991 | 231.000     | 241.960     | 95,5        | 14         | 9          | 5          | 16.500                    |         | 5         | 8         | 12         |
| 2000 | 244.616     | 245.596     | 99,6        | 12         | 8          | 4          | 20.384                    |         | 4         | 16        | 12         |
| 2001 | 246.980     | 248.674     | 99,3        | 10         | 7          | 3          | 24.698                    |         | 3         | 25        | 12         |
| 2002 | 248.690     | 253.060     | 98,3        | 13         | 11         | 2          | 19.130                    |         | 3         | 25        | 12         |
| 2006 | 263.000     | 268.000     | 98,1        | 21         | 15         | 6          | 12.523                    |         | 6         | 26        | 13         |
| 2010 | 246.658     | 247.425     | 99,7        | 22         | ?          | ?          | 11.212                    |         |           | 23        | 11         |
| 2013 | 254.000     | 255.000     | 99,6        | 17         | 16         | 1          | 14.941                    |         | 1         | 20        | 12         |
| 2016 | 259.000     | 261.000     | 99,2        | 22         | 18         | 4          | 11.772                    |         | 4         | 20        | 12         |
| 2019 | 271.100     | 273.400     | 99,2        | 19         | 17         | 2          | 14.268                    |         | 2         | 20        | 12         |
| 2021 | 275.150     | 277.490     | 99,2        | 19         | 17         | 2          | 14.481                    |         | 2         | 20        | 12         |